# Ampelopsis aconitifolia
Ampelopsis aconitifolia là một loài thực vật hai lá mầm trong họ Nho. Loài này được Bunge miêu tả khoa học đầu tiên năm 1833.